# Everes lacturnus
Everes lacturnus là một loài bướm ngày nhỏ được tìm thấy ở Australasia và Indomalaya, thuộc họ Bướm xanh.

## Thư viện ảnh

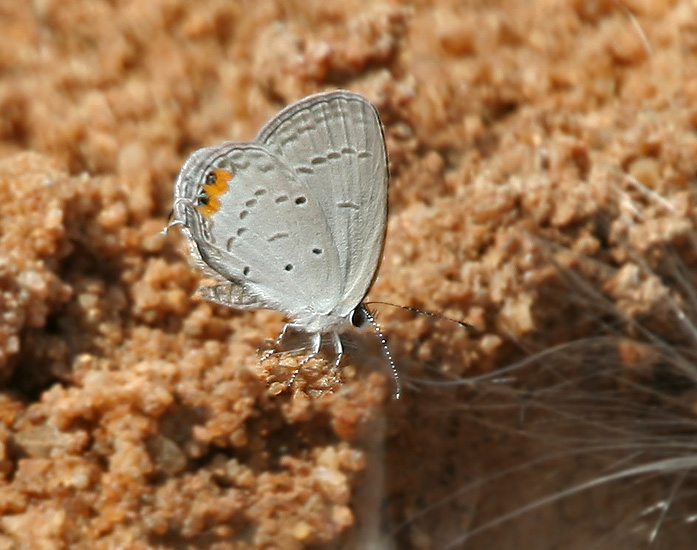
in Kinnerasani Wildlife Sanctuary, Andhra Pradesh, Ấn Độ.
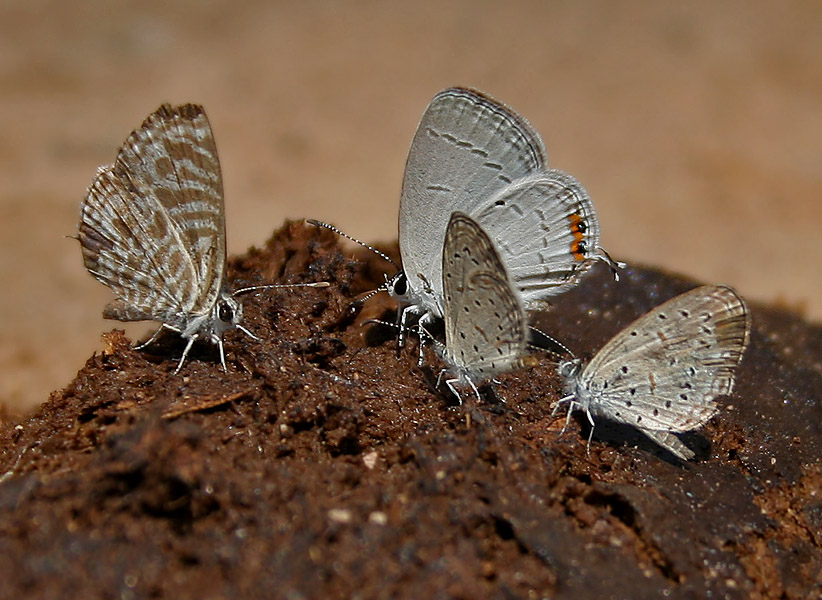
Zebra Blue Leptotes plinius, Indian Cupid Everes lacturnus & Tiny Grass Blue Zizula gaika on Cow-dung

 Tư liệu liên quan tới Cupido lacturnus tại Wikimedia Commons